# Liste der Kulturgüter im Kanton Solothurn
Die Liste der Kulturgüter im Kanton Solothurn bietet eine Übersicht zu Verzeichnissen von Objekten unter Kulturgüterschutz in den 109 Gemeinden des Kantons Solothurn. Die Verzeichnisse enthalten Kulturgüter von nationaler, regionaler und lokaler Bedeutung.

## Geordnet nach Gemeinden in alphabetischer Reihenfolge

### A–K
- Aedermannsdorf
- Aeschi
- Balm bei Günsberg
- Balsthal
- Bärschwil
- Bättwil
- Beinwil
- Bellach
- Bettlach
- Biberist
- Biezwil *
- Bolken
- Boningen
- Breitenbach
- Buchegg
- Büren
- Büsserach
- Däniken
- Deitingen
- Derendingen
- Dornach
- Drei Höfe
- Dulliken
- Egerkingen
- Eppenberg-Wöschnau
- Erlinsbach
- Erschwil
- Etziken *
- Fehren *
- Feldbrunnen-St. Niklaus
- Flumenthal
- Fulenbach
- Gempen *
- Gerlafingen
- Grenchen
- Gretzenbach
- Grindel
- Günsberg
- Gunzgen
- Hägendorf
- Halten
- Härkingen
- Hauenstein-Ifenthal
- Herbetswil
- Himmelried
- Hochwald
- Hofstetten-Flüh
- Holderbank
- Horriwil *
- Hubersdorf *
- Hüniken
- Kammersrohr
- Kappel
- Kestenholz
- Kienberg
- Kleinlützel
- Kriegstetten

### L–Z
- Langendorf
- Laupersdorf
- Lohn-Ammannsegg
- Lommiswil
- Lostorf
- Lüsslingen-Nennigkofen
- Luterbach
- Lüterkofen-Ichertswil
- Matzendorf
- Meltingen
- Messen
- Metzerlen-Mariastein
- Mümliswil-Ramiswil
- Neuendorf
- Niederbuchsiten
- Niedergösgen
- Nuglar-St. Pantaleon
- Nunningen
- Oberbuchsiten
- Oberdorf
- Obergerlafingen *
- Obergösgen
- Oekingen *
- Oensingen
- Olten
- Recherswil
- Rickenbach
- Riedholz
- Rodersdorf
- Rüttenen
- Schnottwil
- Schönenwerd
- Seewen
- Selzach
- Solothurn
- Starrkirch-Wil
- Stüsslingen
- Subingen
- Trimbach
- Unterramsern *
- Walterswil
- Wangen bei Olten
- Welschenrohr-Gänsbrunnen
- Winznau
- Wisen
- Witterswil *
- Wolfwil
- Zuchwil
- Zullwil

* Diese Gemeinde besitzt keine Objekte der Kategorien A oder B, kann aber (zzt. nicht dokumentierte) C-Objekte besitzen.